# عبد الله بن أبي بكر بن محمد بن عمرو بن حزم
أبو محمد عبد الله بن أبي بكر بن محمد بن عمرو بن حزم الأنصاري (65 هـ - 135 هـ) تابعي وأحد رواة الحديث النبوي الثقات.

## روايته للحديث
- روى عن: أنس بن مالك وعباد بن تميم الأنصاري وعروة بن الزبير وعمرة بنت عبد الرحمن وحميد بن نافع[1] وحبيب بن هند بن أسماء الأسلمي وسالم بن عبد الله بن عمر بن الخطاب وسليمان بن يسار وصالح بن خوات بن صالح بن خوات بن جبير وأبي الزناد عبد الله بن ذكوان وعبد الله بن عامر بن ربيعة وعبد الله بن واقد بن عبد الله بن عمر بن الخطاب وعبد الرحمن بن أبان بن عثمان بن عفان وعبد الملك بن أبي بكر بن عبد الرحمن بن الحارث بن هشام وعثمان بن أبي سليمان بن جبير بن مطعم وعلي بن عبد الله بن عباس وعمر بن سليم الزرقي ومحمد الباقر ويحيى بن عباد بن عبد الله بن الزبير ويحيى بن عبد الله بن عبد الرحمن بن سعد بن زرارة ويعقوب بن عبد الله بن أبي طلحة وأبيه أبي بكر بن محمد بن عمرو بن حزم وأم عيسى الجزار.[2]
- روى عنه: الزُهري وابن جريج وابن إسحاق ومالك بن أنس وفليح بن سليمان وسفيان بن عيينة[1] وسفيان الثوري وحماد بن سلمة وإسماعيل بن علية[3] وإسحاق بن حازم المدني والضحاك بن عثمان الحزامي وأبو أويس عبد الله بن عبد الله المدني وعبد الله بن لهيعة وعبد الجبار بن عمارة الأنصاري وعبد الرحمن بن أبي الرجال وعبد الرحمن بن عبد العزيز الأمامي وعبد الرحمن بن أبي الموال وعبد العزيز بن المطلب وابن أخيه عبد الملك بن محمد بن أبي بكر بن محمد بن عمرو بن حزم قاضي بغداد وعمران بن أبي الفضل وقيس أبو عمارة المدني مولى الأنصار وهشام بن عروة ويحيى بن أيوب الغافقي وأبو عمرو السدوسي وأبو يونس القوي.[2]
- الجرح والتعديل: يعد عبد الله بن أبي بكر بن محمد بن عمرو بن حزم من رجال الحديث النبوي الثقات، فقد قال عنه مالك: «كان رجل صدق، كثير الحديث»،[1][2][3] وقال ابن سعد: «كان ثقة عالمًا كثير الحديث».[1][2] وقال أحمد بن حنبل: «حديثه شفاء»،[2][3] وقال يحيى بن معين عنه: «عبد الله بن أبي بكر ثقة»،[2][3] وقال النسائي: «ثقة ثبت»،[2] وقال عنه العجلي: «مدني تابعي ثقة»، وقد ذكره ابن حبان في الثقات، وقال ابن عبد البر: «كان من أهل العلم ثقة فقيهًا محدثًا مأمونًا حافظًا، وهو حجة فيما نقل وحمل».[4] بينما قال عنه الذهبي أنه: «كان يرسل كثيرًا».[1] وقد روى له الجماعة.[2]

## التأريخ
كان عبد الله بن أبي بكر من الرواة الأوائل الذين اهتمّوا برواية الأحاديث المتعلقة بالسير والمغازي، حتى عدّه الذهبي بأنه من أصحاب المغازي. كانت تلك الأحاديث التي جمعها عبد الله بن أبي بكر النواة اعتمد عليها بعد ذلك كُتّاب السيرة النبوية، وقد نقل عبد الله هذه الأحاديث عن زوجته فاطمة بنت عمارة عن خالة أبيه عمرة بنت عبد الرحمن عن زوجة النبي محمد عائشة بنت أبي بكر، ونقلها عنه ابن إسحاق والواقدي وابن سعد والطبري، وشملت أخبارًا تتعلق ببدء حياة النبي محمد، ووفود القبائل عليه وأخبار حروب الردة.

## وفاته
توفي عبد الله بن أبي بكر بن محمد بن عمرو بن حزم سنة 135 هـ، وعمره 70 سنة، دون أن يُعقّب.